# Plebeia catamarcensis
Plebeia catamarcensis är en biart som först beskrevs av Holmberg 1903.  Plebeia catamarcensis ingår i släktet Plebeia och familjen långtungebin. Inga underarter finns listade i Catalogue of Life.